# Rövidcsőrű törpelumma
A rövidcsőrű törpelumma (Brachyramphus brevirostris) a madarak osztályának lilealakúak (Charadriiformes) rendjébe és az alkafélék (Alcidae) családjába tartozó faj.

## Rendszerezése
A fajt Nicholas Aylward Vigors ír zoológus írta le 1829-ben, az Uria nembe Uria brevirostris néven.

## Előfordulása
A Csendes-óceán északi részén, Alaszka és Kelet-Szibéria partjainál, Kanada, az Amerikai Egyesült Államok és Oroszország területén honos. 
Természetes élőhelyei a tűlevelű erdők, sziklás környezetben, tengerpartok és a szárazföldhöz közeli nyílt óceán. Állandó, nem vonuló faj.

## Megjelenése
Testhossza 23 centiméter.
|  |

## Életmódja
Halakkal és zooplanktonnal táplálkozik.

## Szaporodása
Fészekalja egyetlen tojásból áll.

## Természetvédelmi helyzete
Az elterjedési területe nagyon nagy, egyedszáma  32000-55000 példány közötti, viszont gyorsan csökken, de ezt még vizsgálják. A Természetvédelmi Világszövetség Vörös listáján mérsékelten fenyegetett fajként szerepel.